# 上田中町 (下関市)
上田中町（かみたなかまち）は山口県下関市にある地名。郵便番号は750-0009。当地域の人口は2015年の国勢調査によると4823人で、世帯数は2314。

## 地理
下関市の南部付近に存在する。北東部は貴船町、北部は山の口町、西部は向洋町、南部は丸山町と名池町と田中町、南東部は幸町と隣接する。

## 歴史

### 沿革
- 明治9年（1876年）西之端町出身の人玉江利兵衛が護国寺を開基。のち人玉江利兵衛は善斉院日成と改名し、2代目住職となる[3]。
- 明治13年（1880年）智玄院日諦上人が護国寺を開山[3]。
- 明治19年（1886年）宣教師のG・H・アップルトンが下関バプテスト教会を創始[4]。
- 大正13年（1924年）伊崎町出身の田中真了が願久寺を創建する[5]。
- 昭和7年（1932年）4月、文関尋常小学校開校[6]。
- 昭和22年（1947年）5月1日、下関市立第一中学校開校[7]。
- 昭和26年（1951年）1月1日、下関市立第一中学校が下関市立日新中学校に改称[8]。
- 昭和26年（1951年）早鞆高等学校を上田中町に新築・移転[9]。
- 昭和29年（1954年）上田中町として大字関後地村から分離し、制定される[10]。
- 昭和35年（1960年）家庭裁判所下関支部と簡易裁判所貴船町から移り、設置[10]。
- 昭和41年（1966年）
上田中町を1~8丁目までに分割[10]。
田中町から市外電話局が、南部町から電報局が転入される[10]。
- 昭和44年（1969年）10月23日に下関図書館(下関市立図書館とは異なる)開館[11]。

### 地域区分の変遷
- 昭和41年（1966年）大字関後地村、後田、大坪、田中町から一部を編入[10]。

## 小・中学校の学区
市立小・中学校に通う場合、学区は以下の通りとなる。
| 町丁           | 番地・号                                                 | 小学校             | 中学校             |
| -------------- | -------------------------------------------------------- | ------------------ | ------------------ |
| 上田中町一丁目 | 全域                                                     | 下関市立文関小学校 | 下関市立日新中学校 |
| 上田中町二丁目 | 全域                                                     | 下関市立文関小学校 | 下関市立日新中学校 |
| 上田中町三丁目 | 全域                                                     | 下関市立名池小学校 | 下関市立名陵中学校 |
| 上田中町四丁目 | 全域                                                     | 下関市立文関小学校 | 下関市立日新中学校 |
| 上田中町五丁目 | 1番、2番1~10号、6番31~38号、8番1~13号、9~15番、16番1~8号 | 下関市立文関小学校 | 下関市立日新中学校 |
| 上田中町五丁目 | 2番11~21号、3~5番、6番1~30号、7番、8番14~20号、16番9号   | 下関市立名池小学校 | 下関市立名陵中学校 |
| 上田中町六丁目 | 全域                                                     | 下関市立名池小学校 | 下関市立名陵中学校 |
| 上田中町七丁目 | 1~3番、8~9番、11番16~31号                                | 下関市立名池小学校 | 下関市立名陵中学校 |
| 上田中町七丁目 | 4~7番、10番、11番1~15号・32~37号、12~14番                | 下関市立文関小学校 | 下関市立日新中学校 |
| 上田中町八丁目 | 全域                                                     | 下関市立文関小学校 | 下関市立日新中学校 |

## 被害
1950年代、上田中町では比較的多く火災に見舞われた。1950年には8月だけで2件も起こっており、8月12日に電気通信関連の工事所で七棟が焼失、8月23日に文関小学校で火災が起きた。この2つだけで損害額は約1500万にもなっている。さらにそれ以来も2年毎に、1952年、1954年、1956年、1958年に各1件見られる。

## 施設・史跡
- 浄土真宗三寳山本尊阿弥陀如来願久寺[5]
- 日蓮宗仏乗山本尊日蓮上人護国寺[3]
- 下関バプテスト教会[4]

## 出身・ゆかりのある人物
- 安倍晋三（衆議院議員、内閣総理大臣） - 下関の自宅が上田中町二丁目[15]。
- 中部利三郎（林兼産業社長、大洋漁業副社長） - 住所が上田中町[16]。
- 藤井啓一（弁護士、衆議院議員） - 住所が上田中町[17]。
- 藤井五一郎（裁判官、弁護士、公安調査庁初代長官） - 藤井啓一の長男[17]。
- 松本清張（作家） - 4-8歳の時の住所が上田中町一丁目四番地付近にあったとされる[18]。